# Gemini–1
A Gemini–1 volt a Gemini-program első küldetése. Személyzet nélkül indították. 64 keringés után visszatért a légkörbe és elégett. A repülés során tesztelték a Titan II hordozórakétát, az új űrhajó merevségét és a repülésen fellépő terhelést. Az űrhajósok helyére mérőberendezéseket szereltek. A rakéta második fokozatát nem kapcsolták le az űrhajóról, hanem ez is tovább keringett a Föld körüli pályán. A kísérlet sikerrel végződött.

## Személyzet
Űrhajósok nélkül.

## Előzmények
A Gemini–1 lett a Gemini-program első tesztrepülése 1964. április 8-án. A program a kezdete óta rengeteg viharon, átalakuláson, de sikeren is túl volt. Az utolsó átalakulások még éppen a start előtti hónapban is alaposan átrajzolták a Geminit a NASA-n belül. Először is 1964. március 6-án a Gemini Programirodának is otthont adó Veteránok Irodájából – Houston belvárosából – egy szintén houstoni külvárosba a Clear Lake mellé (a mai Johnson Űrközpontban) költözött az egész személyzet. Aztán Charles Matthews, program menedzser bejelentette, hogy az egész Gemini Programiroda átalakul. A Projekt Igazgatóság (Project Administration) nevet változtatott és Program Irányítás (Program Control) néven működött tovább. Megalakult az új Teszt Műveletek Irodája (Test Operations Office), amely megbízhatósági, minőségbiztosítási, tervezési és értékelési kérdésekkel foglalkozott. A Hordozóeszköz Összeszerelés divízió (Lauch Vehicle Integration) pedig nevet váltott és kétfelé ágazott, Rakéták és Repülések (Vehicles and Missions) néven a hordozóeszközök fejlesztését és a repüléstervezést vitte tovább két önálló szervezeti egység. Az Űrhajók Irányítási Irodája (Spacecraft Management Office) pedig a szimpla Űrhajó Iroda (Spacecraft Office) néven működött tovább.
A tervek szerint a Gemini–1 hivatalos repülési programja három Föld körüli keringésig tartott, azonban a végén a szakemberek nem terveztek irányított visszatérést, hanem az űrhajó pályáját úgy határozták meg, hogy az a légkör természetes fékező hatására viszonylag rövid idő után magától, irányítatlanul térjen vissza Földre és elégjen. Ennek érdekében a mérnökök négy lyukat fúrtak a Gemini hőpajzsába, hogy majd a súrlódástól kialakuló hő átégesse azt, így az űrhajó elégjen a visszatérés közben. További változtatás volt, hogy – mivel eleve emberek nélkül tervezték felbocsátani – az űrhajó életfenntartó rendszereit nem szerelték be, hanem annak helyére ballasztsúlyt helyeztek el, ami imitálta mind az életfenntartó, mind a majdani személyzet tömegét. Az üléseket megtömték műszerekkel, amelyek a repülés során a nyomást, a vibráció mértékét, a gyorsulást és a hőmérsékletet voltak hivatottak mérni és a telemetrián keresztül továbbítania földi irányítás számára.
Az előkészületek része volt a Titan II rakéta űrrepülésre való alkalmassá tétele és megbízhatóságának javítása. Ennek során például egy rövidzárlatot fedeztek fel a második fokozat vezetékezésében, amelyet egy hibás kötőelem okozott, amely átvágta az elektromos vezeték szigetelését. A hiba felfedezése nyomán mintegy 1500 kötőelemet vizsgáltak át és cseréltek le a minőségellenőrök.
A repülés közvetlen előkészítése 1964. március 3-án kezdődött, amikor mind az űrhajó, mind a hordozórakéta megérkezett Cape Kennedy-re. Az űrhajót ekkor felállították egy állványra az ún. Fehér Szobában és rendszerteszteknek vetették alá, majd azok végeztével és készre jelentésével rászerelték az azt a hordozórakétával összekötő adapterre. A rakétával kisebb probléma adódott, amikor az egyik technikus egy csavarkulcsot ejtett az oxidálóanyag tartályának tetejére, amelynek védőborítása megsérült, ezért további tesztekre volt szükség, hogy a sérülés okozhat-e gondot. A probléma elhárultával mechanikusan összeszerelték az űrkabint a rakétával, majd ezt követte az elektromos összeszerelés és a rendszerek tesztje. Március 19-én a tesztek rossz eredményeket mutattak, a hajtóművek pályabeállításért felelős elektromos erősítői nem működtek megfelelően és öt napot vett igénybe, hogy a gyártó Martin cég mérnökei kijavítsák a problémás alkatrészeket. A tesztek végül közel két héttel meghaladták az arra tervezett időkeretet, áprilisra tolva a lehetséges startdátumot.
A teszteket követően egy bizottság nyilvánította repülésre alkalmasnak az űrszerelvényt, április 5-re tűzve ki egy startszimulációt. Amikor ez rendben lezajlott, akkor adta ki a bizottság a startengedélyt. Ekkor a légierőtől érkezett még egy jelentés két lehetséges Titan-beli hibáról, amelyek analizálása és elvetése után a NASA hivatalosan is bejelentette a startot. A végső startengedély 1964. április 7-én 7:30-kor került nyilvánosságra.

## Repülés
A startra végül helyi idő szerint 1964. április 8-án került sor 11 óra után egy másodperccel (16:00:01 UTC), amely 1 másodperces késedelem jelentette lényegében a repülés során felmerült szinte egyetlen elhanyagolható hibát. (A repülés vezetője, Walter Williams viccel kommentálta a hibát, miszerint „Inkább az irányítás órájával lehetett valami hiba”). Az irányítók folyamatosan monitorozták a telemetria által automatikusan küldött adatokat, amelyek szerint az űrhajó teljesen a terv szerint haladt. Az első Titan II fokozat kiégésére 64 kilométer magasan és 91 kilométerre az indítóállástól került sor. A második fokozat leválása (a pirotechnikai töltetek felrobbanása után a rakétarészek elválása) tökéletesen megtörtént, ahogy a hajtóművek beindulása is, majd öt és fél perccel a start után a második fokozat is kiürült és a hajtómű leállt. Ekkor az űrhajó 160 kilométer magasan és 1000 kilométeres távolságban volt és elérte az első kozmikus sebességet. Az első űrrepülési célokra használt Titan II rakéta tökéletesen tette a dolgát.
A Gemini–1 rendben pályára állt, egy apróbb eltéréssel a tervtől, a rakéta végsebessége 7 m/sec-mal haladta meg a tervezettet, ezért a röppálya földtávolpontja a tervezett 299 kilométer helyett 320 kilométer lett. Eredetileg a program szerint mindössze 3 keringésig tartott a repülés (pontosabban eddig kísérték figyelemmel a repülési adatokat), mivel csak az volt a cél, hogy megfigyeljék a Titan–Gemini szerelvény rendben pályára áll-e. Természetesen az űrhajó továbbrepült, a pályaszámítások szerint három és fél nap kellett hozzá, hogy a felső légkör természetes fékező hatása annyira lelassítsa, hogy visszatérjen a légkörbe, ám az enyhe túlgyorsítás miatt ez az idő inkább négy nap hosszúságúra tolódott ki. Végül 64 keringés után 1964. április 12-én az űrhajó addig lassult, hogy belépett a légkörbe és a elégett. A roncsdarabjai a déli Atlanti-óceánba zuhantak Dél-Amerika és Afrika között.

### Magyar oldalak
- Gemini-program – Személyzet nélküli repülések[halott link]

### Külföldi oldalak
- On The Shoulders of Titans: A History of Project Gemini Archiválva 2003. december 7-i dátummal a Wayback Machine-ben